# АЕЗ Закакіу
«АЕЗ Закакіу» (грец. Αθλητική Ένωση Ζακακίου) — професіональний кіпрський футбольний клуб з району міста Лімасол Закакіу. Клуб у сезоні 2023—2024 років грав у Дивізіоні А чемпіонату Кіпру. Клуб був заснований у 1956 році. Клубні кольори — зелений і білий, клуб раніше грав на муніципальному стадіоні «Закакі», але пізніше перейшов на більший стадіон «Аммохостос» у Ларнаці.

## Керівництво
Президент клубу Стеліос Крістоу встановив незвичний рекорд. Він був одним із засновників клубу в 1956 році, з 1957 року бере участь в управлінні клубом, а з 1986 року очолює клуб як президент.